# 석종훈
석종훈(1962년 ~ )은 대한민국 대통령비서실 일자리수석실 중소벤처비서관이다.

## 학력
- 대성고등학교 졸업
- 연세대학교 경영학 학사

## 경력
- 1986년 ~ 1989년 : 경향신문 사회부 기자
- 1989년 ~ 1995년 : 조선일보 사회부 기자
- 1995년 ~ 1997년 : 조선일보 경제과학부 정보통신팀 기자
- 1997년 ~ 1998년 : 조선일보 실리콘밸리 특파원
- 2000년 ~ 2001년 : 실리콘밸리뉴스 부사장
- 2002년 12월 ~ 2006년 3월 : 다음커뮤니케이션 미디어콘텐츠본부 본부장
- 2006년 4월 ~ 2006년 11월 : 다음커뮤니케이션 국내미디어부문 사장
- 2006년 12월 ~ 2007년 8월 : 제주대학교 공과대학 컴퓨터공학과 겸임교수
- 2007년 9월 ~ 2009년 2월 : 다음커뮤니케이션 대표
- 2009년 3월 ~ 2012년 4월 : 다음커뮤니케이션 이사회 의장
- 2012년 4월 ~ 2012년 9월 : 나무온 공동대표
- 2012년 9월 ~ 2018년 1월 : 나무온 대표
- 2018년 1월 ~ 2019년 5월 : 중소벤처기업부 창업벤처혁신실장
- 2019년 5월 ~ : 대통령비서실 일자리수석실 중소벤처비서관